# اکتینوسن

ساختار شیمیایی اورانوسن که در آن یک اتم اورانیوم بین دو گروه سیکلواوکتاتتراانیل قرار گرفته است.

اکتینوسن (انگلیسی: Actinocene) دسته ای از متالوسن ها هستند که در آن فلز مرکزی یکی از فلزات آکتینیدها است. در بین این ترکیبات بیشترین مطالعه بر روی اورانوسن انجام شده است.